# Prowincja Karoliny Południowej
Prowincja Karoliny Południowej (ang. Province of South Carolina) – jedna z trzynastu amerykańskich kolonii.
Powstała poprzez secesję z założonej w 1663 roku prowincji Karoliny, nazwanej na cześć króla Karola I. W roku 1710 arystokraci z północnych i południowych miast nie dogadali się w sprawie utworzenia wspólnego rządu. W 1729 r. zatwierdzono podzielenie kolonii, gdy siedmiu z ośmiu lordów odsprzedało swoje ziemie koronie.
23 maja 1778 roku, dwa lata po ogłoszeniu Deklaracji Niepodległości, Karolina Południowa została przyjęta do USA jako ósmy stan.